# 凹刺足蛛
凹刺足蛛（学名：Phrurolithus foveatus）为光盔蛛科刺足蛛属的动物。在中国大陆，分布于湖南等地，常生活于土壤层。该物种的模式产地在湖南衡山。